# Manuel Vásquez Castaño
Manuel Vásquez Castaño (Calarcá, siglo XX-Anorí, 18 de octubre de 1973) fue un guerrillero colombiano.
Cofundador del Ejército de Liberación Nacional (ELN).

## Biografía
Nacido en Calarcá (Quindío). Hijo de Manuel Antonio Vásquez liberal, asesinado durante La Violencia y de Ana Castaño. Hermano de Ofelia, Antonio y Fabio.
Cursó cuatro semestres de Derecho en la Universidad Libre, fue miembro de las Juventudes del Movimiento Revolucionario Liberal. Como líder estudiantil contribuyó a la creación de la Federación Universitaria Nacional (FUN), fue miembro de las Juventudes Comunistas de Colombia, donde participó en la Secretaría General de la Federación Mundial de Juventudes Democráticas con sede en Budapest (Hungría), en donde profundizó sus conocimientos sobre el marxismo. Trabajó también en la Organización Internacional de Estudiantes, con sede en Praga (Checoslovaquia).

### Militancia en el ELN
Fundó junto a su hermano Fabio y otros compañeros el Ejército de Liberación Nacional ELN en 1964.Realizó trabajo político de la guerrilla. Participó en el Combate de Patio Cemento, el 15 de febrero de 1966 donde murieron 4 soldados y 6 guerrilleros entre ellos Camilo Torres Restrepo. En 1967 se dividió el Frente José Antonio Galán, bajo el mando de Manuel Vásquez Castaño y Luis José Solano Sepúlveda Pedrito. Realizaron acciones en Amalfi, Remedios, Yondó y Segovia (Antioquia), además en la zona de colonización de la región del Carare, Guayabito, San Juan, Cimitarra, y la toma guerrillera de La Belleza (Santander). Creó el periódico Simacota. Salvó a Manuel Pérez de ser ejecutado por su hermano Fabio.
Murió durante la Operación Anorí el 18 de octubre de 1973, a la orilla del río Porce (Antioquia) en la finca el Astillero, donde también murieron su hermano Antonio Vásquez Castaño y su compañera sentimental.

## Menciones
El ELN ha llamado a varias de sus estructuras armadas con su nombre.